# شهرستان جرسی (ایلینوی)
شهرستان جرسی (به انگلیسی: Jersey County) یک شهرستان در ایالات متحده آمریکا است که در ایلینوی واقع شده‌است. شهرستان جرسی ۹۷۶٫۴۳ کیلومتر مربع مساحت دارد.